# PTT Zagrzeb
PTT Zagrzeb – chorwacki klub szachowy z siedzibą w Zagrzebiu, mistrz Jugosławii z 1966 roku.

## Historia
Klub powstał w 1964 roku poprzez połączenie ŠD Zagreb i szachowej sekcji Poštaru Zagrzeb. W 1965 roku zespół zadebiutował w Prvej lidze Jugoslavije, zajmując wówczas czwarte miejsce. W 1966 roku zespół zdobył mistrzostwo Jugosławii, o pół punktu pokonując Crveną zvezdę. W latach 1967 oraz 1968 PTT zdobył Puchar Jugosławii. Ponadto w 1968 roku klub zajął trzecie miejsce w lidze. Taki sam rezultat zespół osiągnął w latach 1972, 1975, 1976 i 1979. W 1980 roku zespół spadł z ligi. W 1985 roku PTT powrócił do Prvej ligi, zajmując wówczas trzecie miejsce, a sezon później ponownie spadł.
Zawodnikami klubu byli m.in.: Giovanna Arbunic Castro, Tanja Belamarić, Mario Bertok, Vanda Bilinski, Vladimir Bukal, Mišo Cebalo, Dragoljub Čirić, Goran Dizdar, Bojan Kurajica, Vlasta Maček, Srđan Marangunić, Dražen Marović, Dragoljub Minić, Juraj Nikolac, Semka Sokolović-Bertok i Robert Zelčić.